# Sinta Wullur
Sinta Wullur (Bandung, 16 november 1958) is een Indonesisch-Nederlands componiste en gamelan speelster.

## Biografie
Sinta Wullur werd geboren in Bandung, Indonesië. In 1968 emigreerde ze naar Nederland. Ze studeerde muziek aan het Sweelinck Conservatorium bij Willem Brons en haalde er een diploma piano. Ze volgde ook compositieles bij Ton de Leeuw. Vanaf 1988 zette ze haar studies verder aan het Koninklijk Conservatorium van Den Haag. Ze volgde er les er bij componisten Theo Loevendie en Louis Andriessen. Ze studeerde ook elektronische muziek bij Gilius van Bergeijk en Jan Boerman. Gamelan en zang studeerde ze bij verscheidene leerkrachten in Bali en Java. In 1991 haalde ze haar diploma compositie.

## Loopbaan
Wullur stichtte verscheidene gamelan groepen in Nederland, waaronder Tirta en Irama. Sinds 1992 werkt ze samen met het gamelan ensemble Widosari als zangeres. In haar composities en haar eigen gamelan ensemble Multifoon gebruikt ze chromatisch gestemde gamelan instrumenten. Wullur bracht verscheidene opnames uit op CD, bijvoorbeeld Gong and Strings.

## Oeuvre
Wullur combineert Oosterse en Westerse muziek in haar composities. Een werkselectie:
- Dreams and Fairy Tales
- Khayal
- Ganatara
- Kaleidoscope
- 10 Bulls
- Scenes from the Ramayana
- Sita Lost
- Mendung Indonesian
- Ramayana through Flashbacks, opera, libretto van Paul Goodman
- Sita's Liberation, gamelan opera's[3]